# Роберт Вільгельм Бунзен
Роберт Вільгельм Бунзен (нім. Robert Wilhelm Bunsen; 31 березня 1811 Геттінген — 16 серпня 1899, Гайдельберг) — відомий німецький хімік експериментатор.

## Біографія
Його батько був професором літератури. Початкову освіту Бунзен отримав у Геттінгенській та гольцмюнденській гімназіях, а 1828 року поступив до Геттінгенського університету, де вивчав фізику, хімію і геологію.
Завершивши свою освіту в Парижі Берліні та Відні, він захистив у 1833 році дисертацію з хімії, в Геттінгенському університеті, а 1836 року зайняв кафедру хімії в Кассельському політехнічному інституті, яка звільнилася після відходу звідти Велера. У Касселі він пробув до 1838 року, поки його не запросили як екстраординарного професора хімії до Марбурзького університету, де 1841 року був обраний ординарним професором і директором хімічного інституту.
В 1846 році разом з відомим геологом Вольфгангом Сарторіусом він відвідав Ісландію.
В 1851 році Бунзен переселився у Вроцлав на запрошення університету і організував там хімічну лабораторію. Але незабаром (у 1852 році) Бунзен покинув Вроцлав і зайняв кафедру хімії в Гайдельберзькому університеті. Тут, на своєму 50-річному докторському ювілеї (17 жовтня 1881 р.), Бунзен отримав чин таємного радника першого класу і лише в 1889 р. передав кафедру Віктору Мейєру.

## Наукові досягнення
Наука завдячує Бунзену досить важливими дослідженнями: його ім'я займає одне з найпочесніших місць на сторінках історії хімії. Перші праці Бунзена стосуються різних питань неорганічної хімії, але незабаром його увагу привернули арсенорганічні сполуки; результатом цих досліджень було, між іншим, отримання какодилу (арсендиметілу), яке з таким захопленням вітали прихильники теорії складних радикалів. Роботи з газоподібними речовинами призвели Бунзена до відкриття нових методів, сукупність яких створила нинішній «аналіз газів».
Але найбільш важливе і чудове відкриття Бунзена, що дало для науки такі багаті результати і досягнення у співавторстві з його другом Кірхгофом (у 1860 році). Це спектральний аналіз, за допомогою якого, як самим Бунзеном, так і іншими хіміками, було відкрито нові рідкісні елементи, що трапляються в природі лише у дуже малих кількостях (рубідій, цезій та ін).
Взагалі своїми дослідженнями в галузі органічної, фізичної, аналітичної і мінеральної хімії Бунзен великою мірою посприяв розвитку хімічних знань і всюди вмів застосовувати нові, оригінальні методи; його професорська та педагогічна діяльність, яка нараховує понад половину століття, була дуже плідна: у Бунзена в Гайдельберзі вчилися точних прийомів аналізу і мінеральної хімії значна більшість вчителів хімії: не тільки німці, але й англійці і росіяни. Серед тих, хто навчався і працював у Р. В. Бунзена, перебуваючи в кінці 1850-х і початку 1860-х в Гайдельберзькій російській колонії, були Д. І. Менделєєв, К. А. Тімірязєв, Д. О. Лачінов, О. Г. Столєтов, Ф. Ф. Бейльштейн та багато інших видатних природознавців епохи.
Крім згаданих робіт у хімічній галузі, особливої уваги заслуговують відкриття рубідію і цезію та вивчення цих рідкісних елементів, дослідження подвійних ціанистих солей, роботи щодо хімічної спорідненості, визначення атомної ваги індію, аналізи порохових газів (спільно з Л. М. Шишковим) і газів доменних печей, систематичний виклад реакцій фарбування в полум'ї бунзенівського пальника.
Людство завдячує Бунзену відкриттям протиотрути (водного оксиду заліза) при отруєнні миш'яком (миш'яковою кислотою). Під час своєї літньої поїздки до Ісландії, у 1846 р., Бунзен провів цілий ряд геолого-хімічних досліджень, дуже важливих для з'ясування вулканічних явищ. До галузі фізики і фізичної хімії відносяться дослідження щодо питомої ваги, про вплив тиску на температуру, затвердіння розплавлених речовин; дослідження, що ілюструють справедливість закону Генрі — Дальтона про залежність розчинності газів від тиску, роботи щодо явищ горіння газів і про згущування сухої вугільної кислоти на поверхні скла, калориметричні дослідження та інші; сюди ж примикають: отримання електролітичним шляхом лужних і лужноземельних металів і фотохімічні дослідження (наприклад, закон взаємозамінюваності); магнезіальне світло, яке знайшло застосування у фотографії і для інших цілей, також відкритий (1860 р.) Бунзеном, який отримали вперше магній у великих кількостях.
У хімічній і фізичній практиці у великому ходу багато приладів, винайдених Бунзеном і носять його ім'я, наприклад Бунзенівський пальник, Бунзенівський водяний насос і регулятор, Бунзенівська батарея, Бунзенівський абсорбціометр та ін.
Іменем Роберта Вільгельма Бунзена назване Німецьке товариство фізичної хімії.